# Heliophila descurva
Heliophila descurva är en korsblommig växtart som beskrevs av Rudolf Schlechter. Heliophila descurva ingår i släktet solvänner, och familjen korsblommiga växter. Inga underarter finns listade i Catalogue of Life.